# أبو عبد الله المغربي
أبو عبد الله المغربي واسمه محمد بن إسماعيل، أحد علماء أهل السنة والجماعة ومن أعلام التصوف السني في القرن الثالث الهجري، كان أستاذ إبراهيم الخواص وإبراهيم بن شيبان، وصحب علي بن رزين. عاش 120 سنة، ومات سنة 299 هـ على جبل الطور وقبره عليه مع قبره أستاذه علي بن رزين.

## من أقواله
- ما رأيت أنصف من الدنيا، إن خدمتها خدمتك، وإن تركتها تركتك.[1]
- أفضل الأعمال عمارة الأوقات بالموافقات.[2]
- الفقراء الراضون هم أمناء الله في أرضه، وحجته على عباده،  بهم يندفع البلاء عن الخلق.[2]